# Piz Plavna
Piz Plavna är en bergstopp i Schweiz.   Den ligger i regionen Engiadina Bassa/Val Müstair och kantonen Graubünden, i den östra delen av landet, 210 km öster om huvudstaden Bern. Toppen på Piz Plavna är 3 166 meter över havet.
Terrängen runt Piz Plavna är bergig åt nordväst, men åt sydost är den kuperad. Runt Piz Plavna är det mycket glesbefolkat, med 4 invånare per kvadratkilometer.. Närmaste större samhälle är Scuol, 11,6 km nordost om Piz Plavna. 
Trakten runt Piz Plavna består i huvudsak av gräsmarker.